# Windsor (Berkshire)
Windsor es una pequeña ciudad del condado de Berkshire (Inglaterra), Reino Unido, situada a 21 millas (34 km) al oeste del centro de la ciudad de Londres y al sur del río Támesis, que le sirve de frontera natural con la vecina población de Eton. Es conocida mundialmente por ser el emplazamiento del castillo de Windsor.
La ciudad y sus alrededores contienen algunas de las viviendas más caras y deseadas del Reino Unido. La pequeña población de Old Windsor, a tan solo dos millas (3 km) al sur de la ciudad, es el origen de esta ciudad, llamada New Windsor hasta hace 300 años.
En esta localidad se encuentra el Castillo de Windsor, la principal residencia oficial de la familia real británica. El castillo fue construido por el rey Guillermo I de Inglaterra en el siglo XI, pero ha sufrido numerosas reformas y modificaciones a lo largo de los siglos.
Gracias a la ubicación de la casa real, en Windsor pueden encontrarse los mismos servicios que en una gran ciudad: dos estaciones de ferrocarril, un teatro y numerosos hoteles. La ciudad cuenta también con un parque infantil Legoland perteneciente al grupo LEGO.
Windsor está unida con la ciudad de Eton, en el lado opuesto del río Támesis, mediante el puente de Windsor. En la actualidad, es un puente solo para peatones y representa una buena ruta para ir desde el centro de la ciudad hasta la calle principal de Eton. Al sur de la ciudad está el parque de Windsor así como las ciudades de Egham y Virginia Water.

## Galería

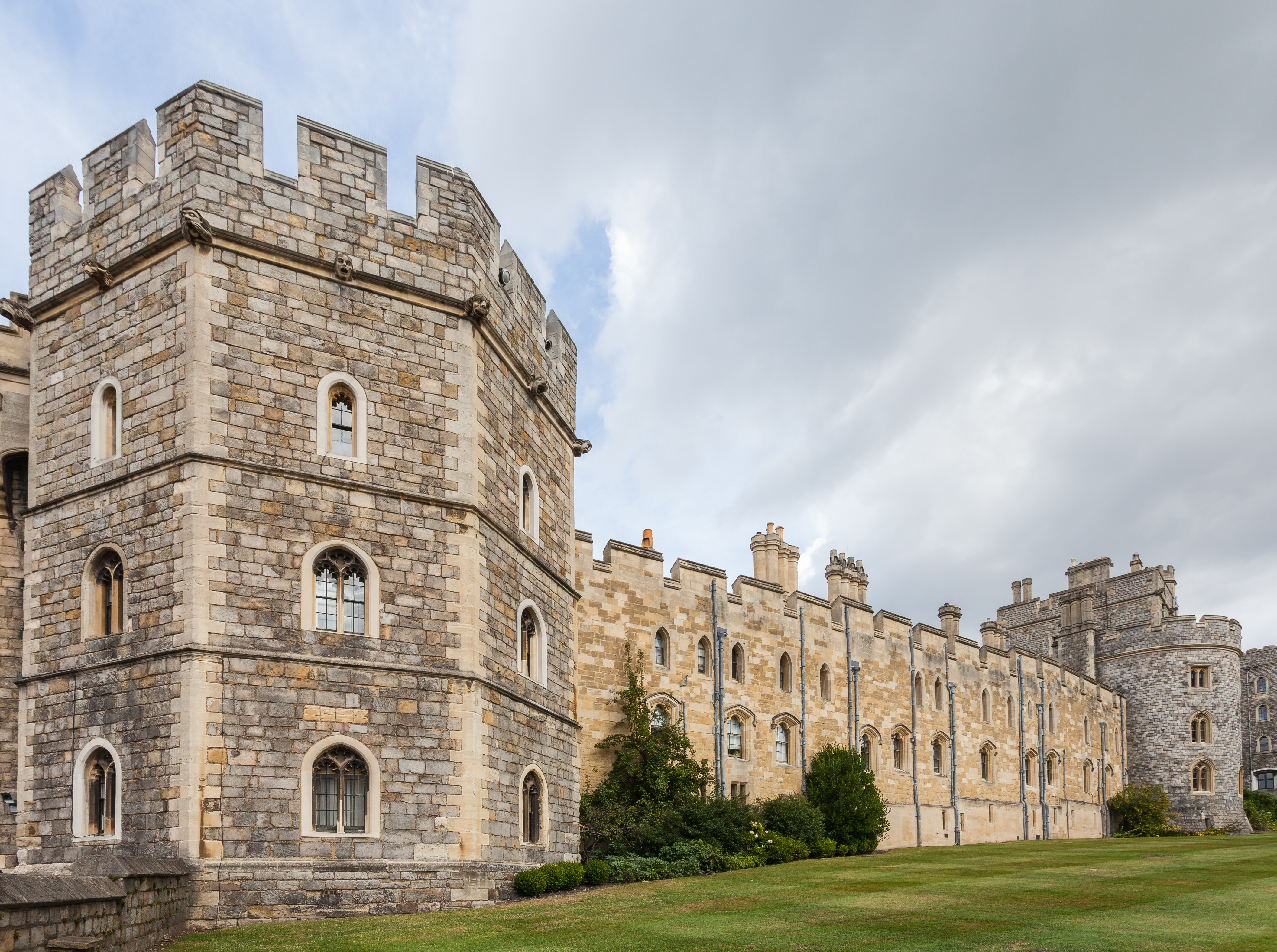
Castillo de Windsor.
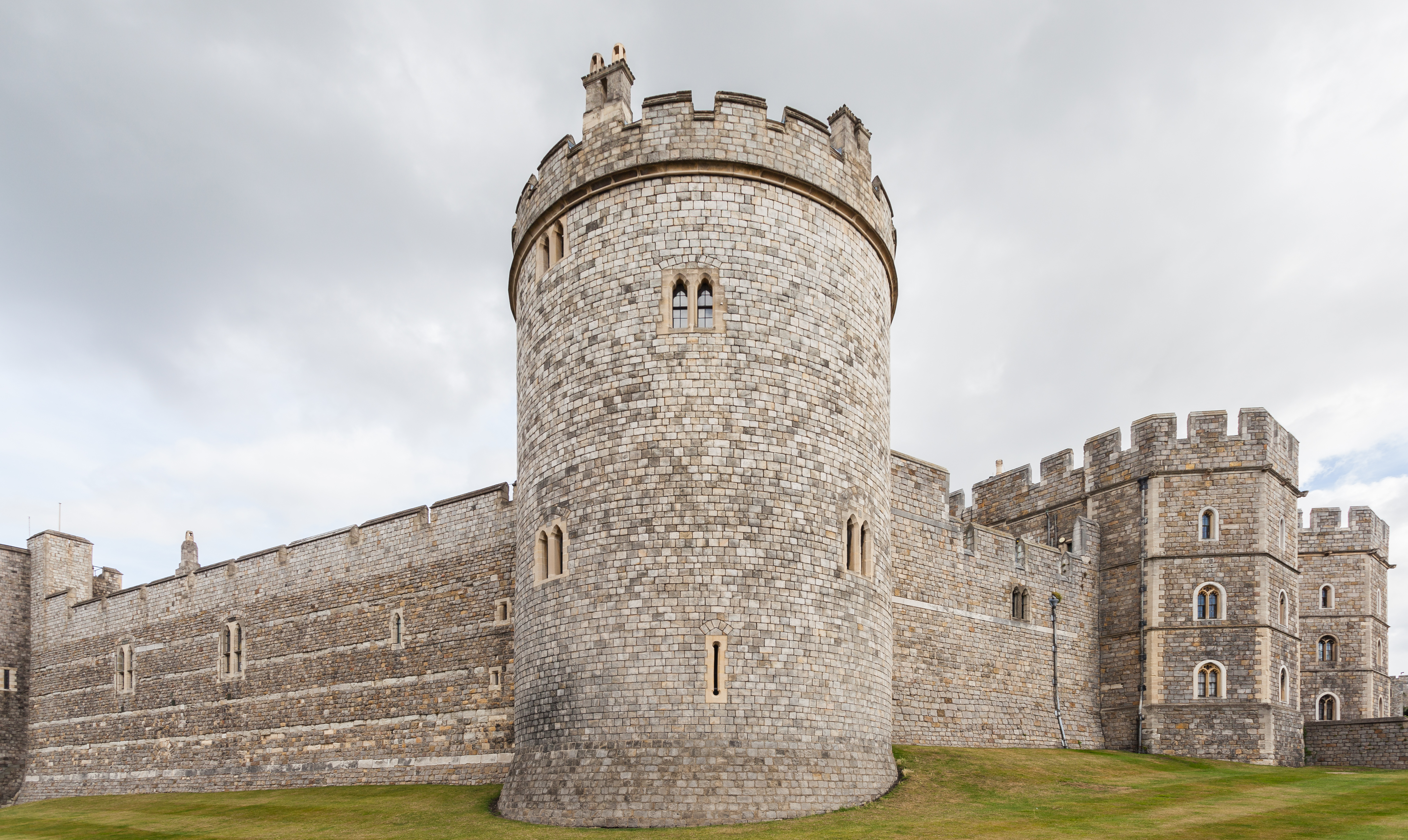
Otra vista del castillo.
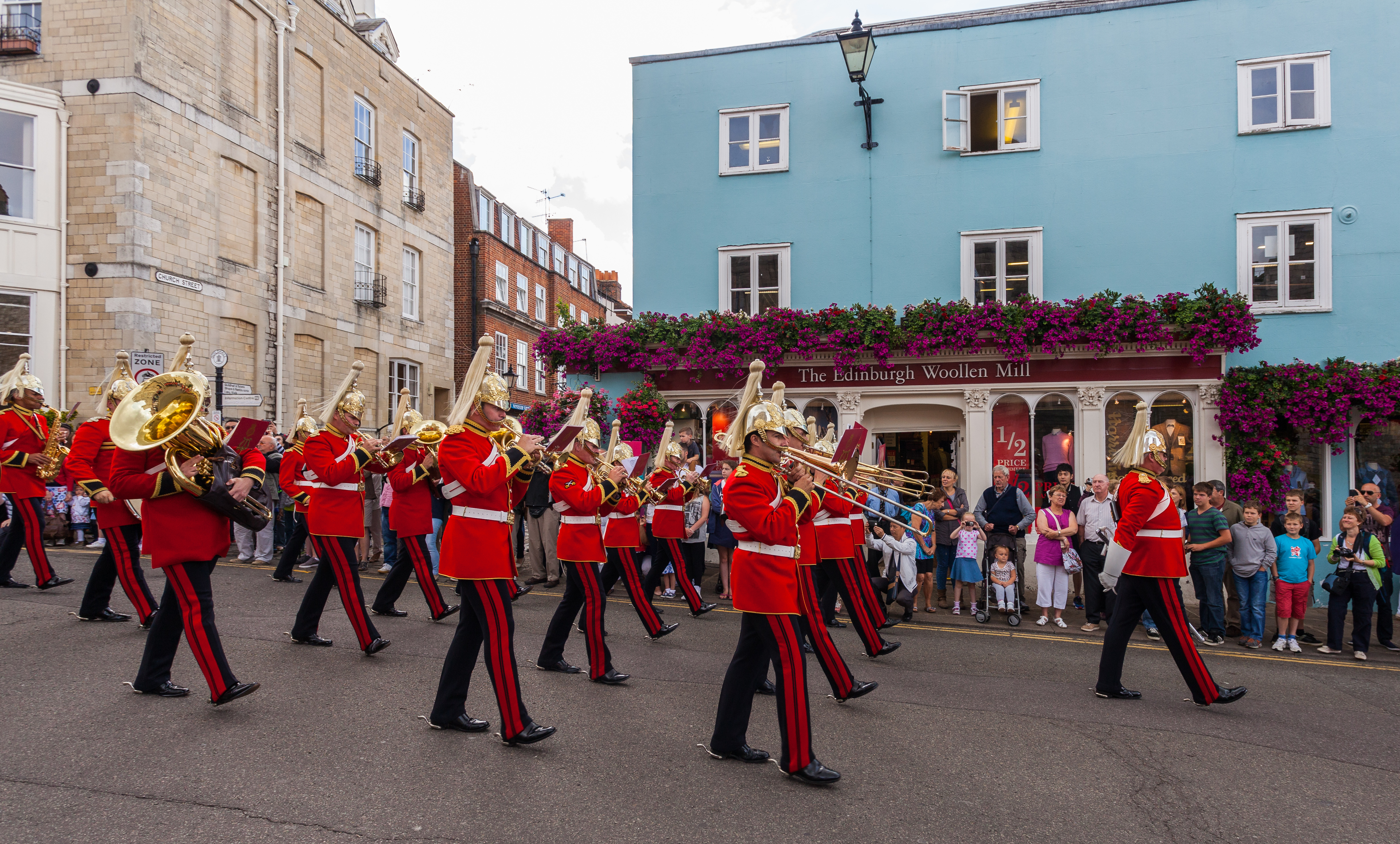
Cambio de la Guardia del Castillo de Windsor.
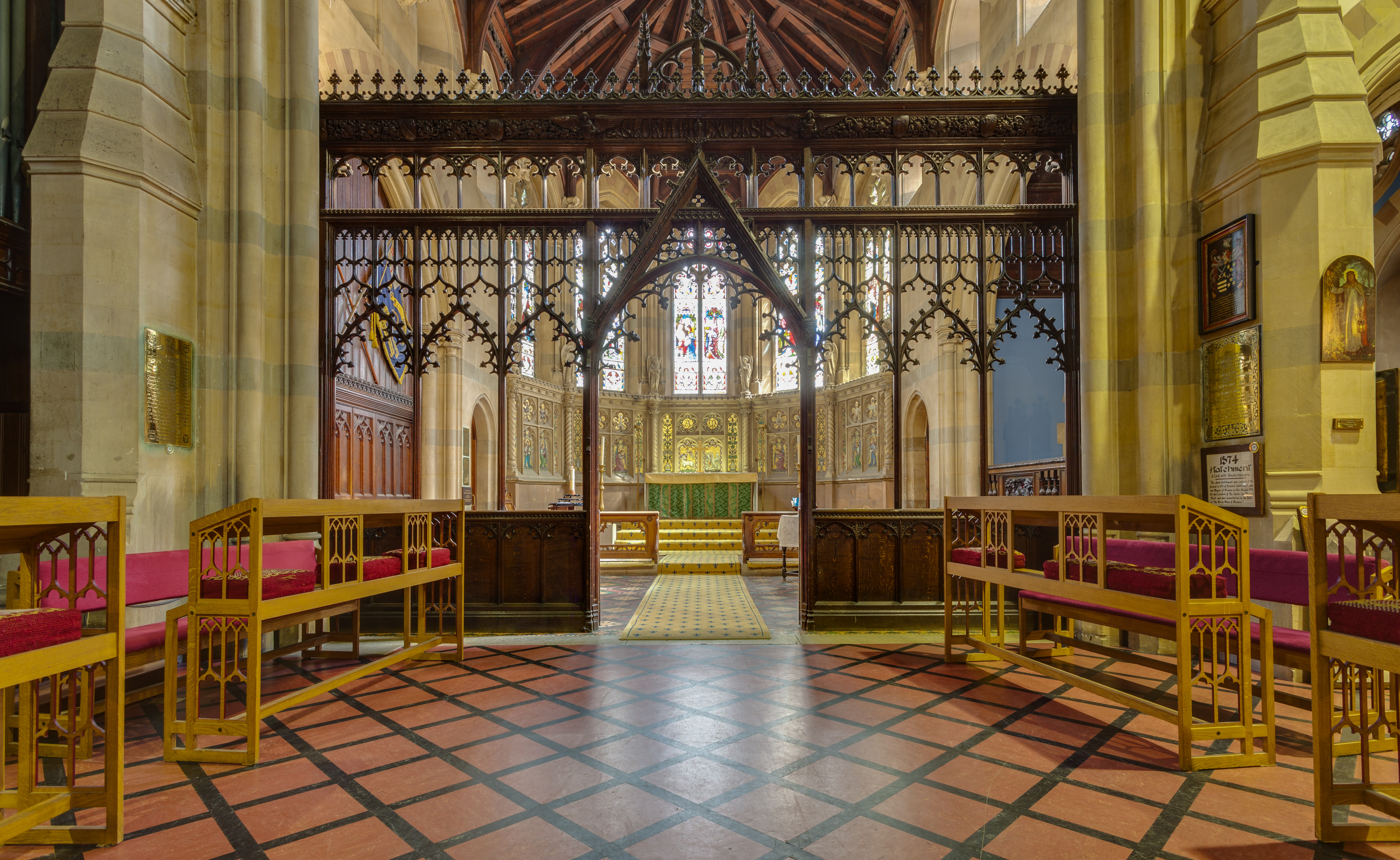
Parroquia de San Juan Bautista.
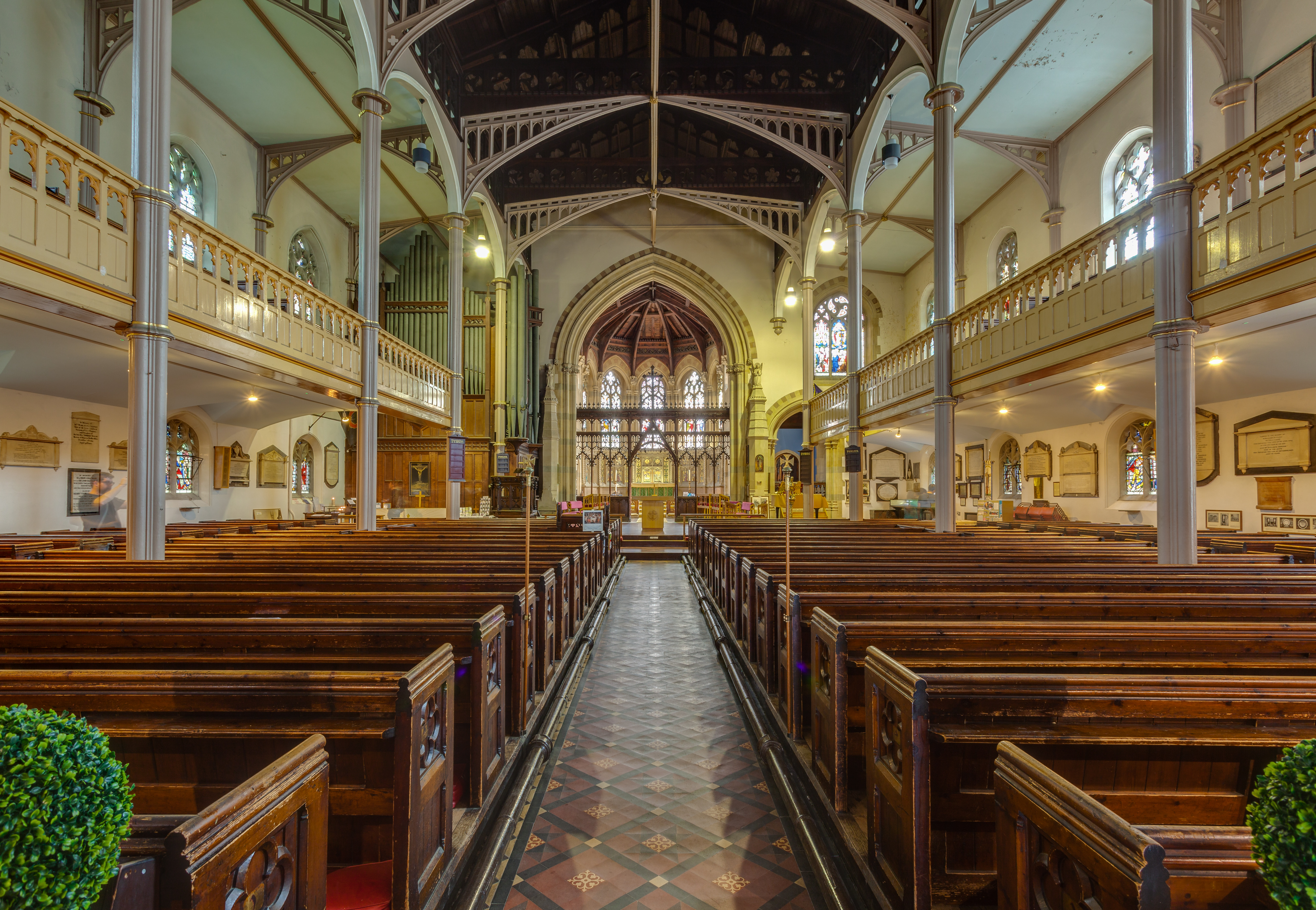
Parroquia de San Juan Bautista.
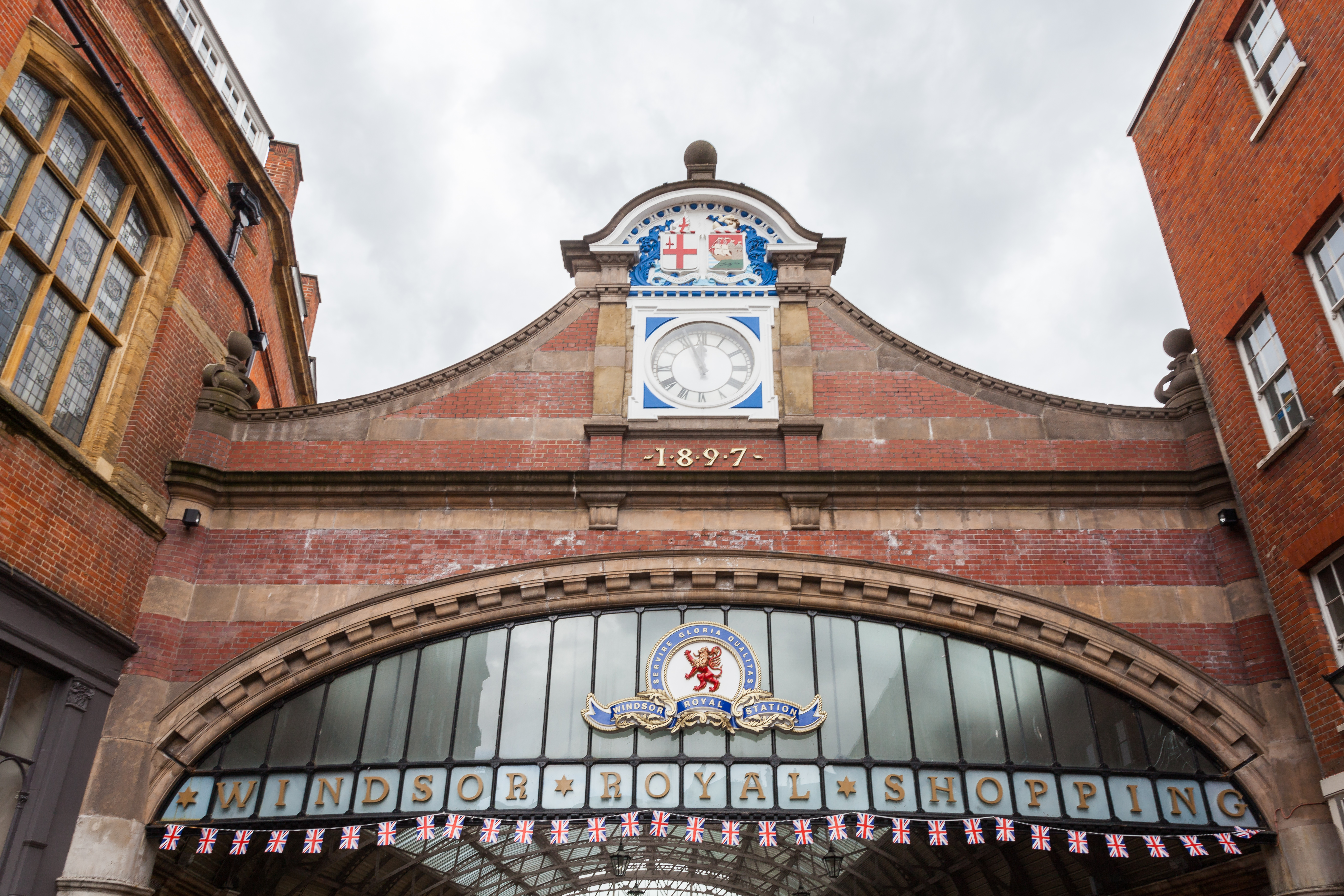
Estación Central de Windsor y Eton, Windsor.
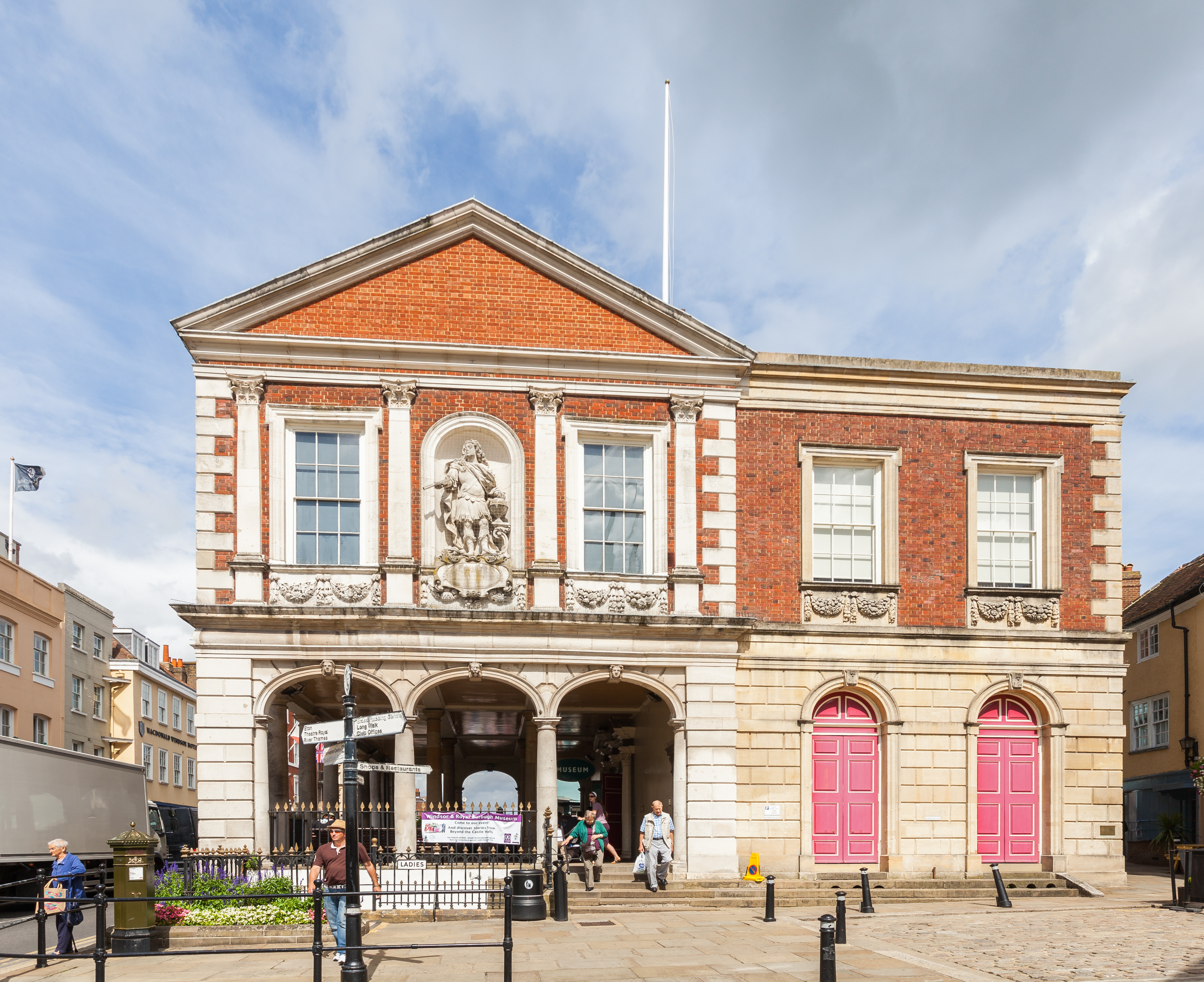
Guildhall.
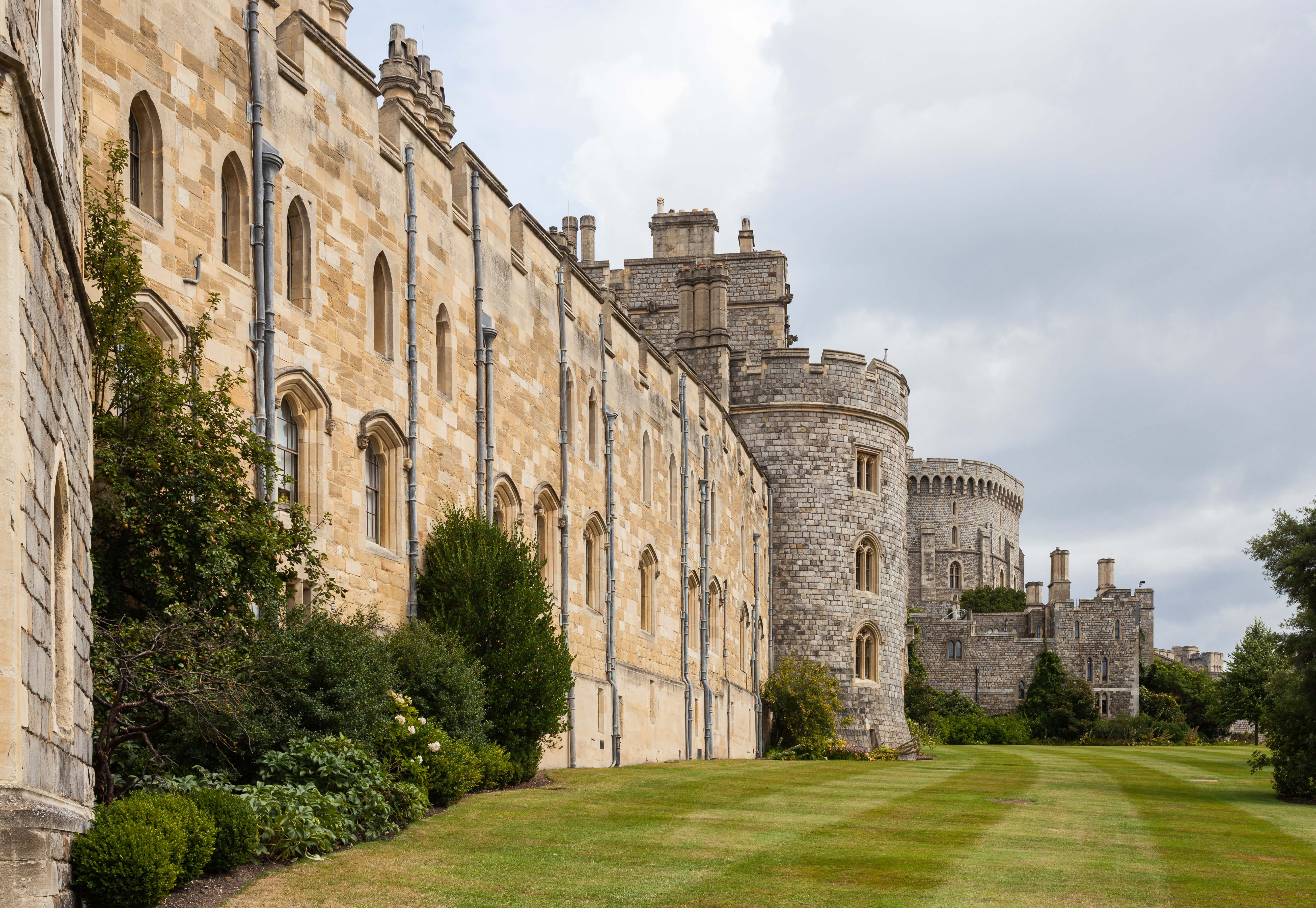
Castillo de Windsor, símbolo de la ciudad.